# ماسيميليانو
ماسيميليانو «ماسي» روسولينو (ولد في 11 تموز/ يوليو 1978) هو سباح إيطالي متقاعد .

## روابط خارجية
- ماسيميليانو على موقع الاتحاد الدولي للسباحة (الإنجليزية)
- ماسيميليانو على موقع SwimRankings.net (الإنجليزية)
- ماسيميليانو على موقع اللجنة الأولمبية الدولية (الإنجليزية)
- ماسيميليانو على موقع أوليمبيديا (الإنجليزية)
- ماسيميليانو على موقع اللجنة الأولمبية الإيطالية (الإيطالية)